# Novatus
Novatus († 151 in Rom) war ein Presbyter und Heiliger.

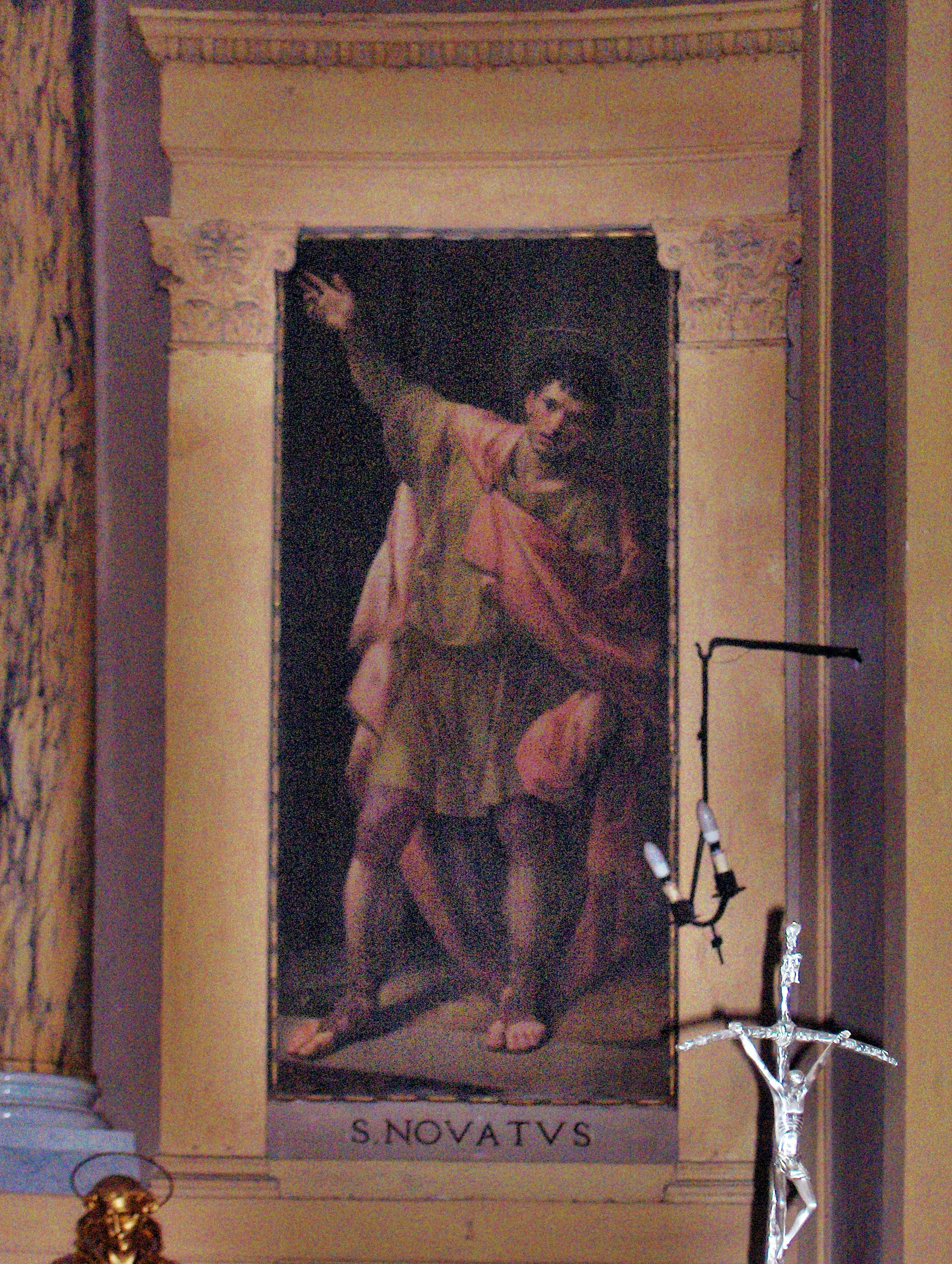
St. Novatus, Gemälde von Bernardino Nocchi (1803), Kirche San Pudenziana, Rom

Novatus war ein Sohn des Senators Pudens, der den Apostel Petrus in seinem Haus am Esquilin beherbergt haben soll. Es soll in der Folge ein wichtiges Refugium für die frühe christliche Gemeinde in der Stadt Rom gewesen sein. Novatus’ Geschwister waren Pudentiana, Praxedis und Timotheus, die, wie Pudens und Novatus selbst, als Heilige verehrt werden. 
Gedenktag des Heiligen ist der 20. Juni. Seine Reliquien werden in den Kirchen Santa Pudenziana und Santa Prassede verehrt.